# 白采爾克瓦區

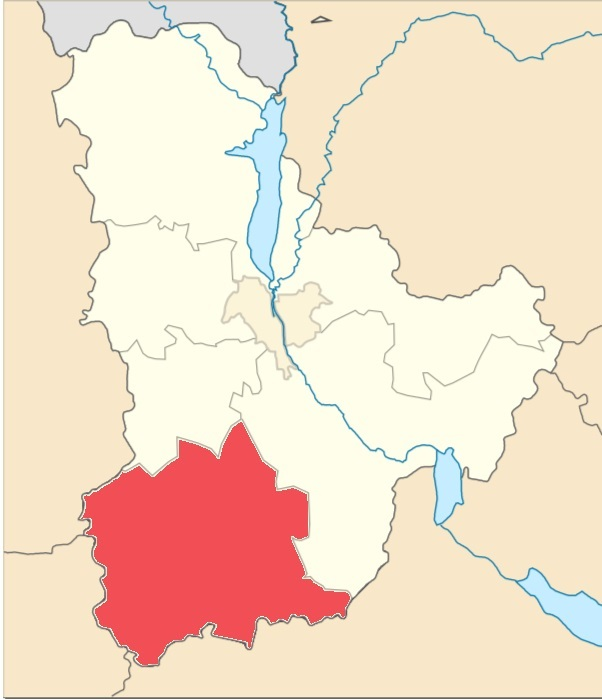
2020年改革后白采爾克瓦區在基辅州的位置

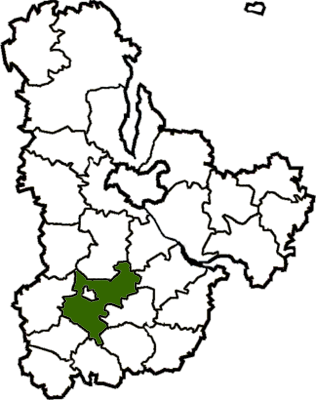
2020年改革前白采爾克瓦區在基辅州的位置

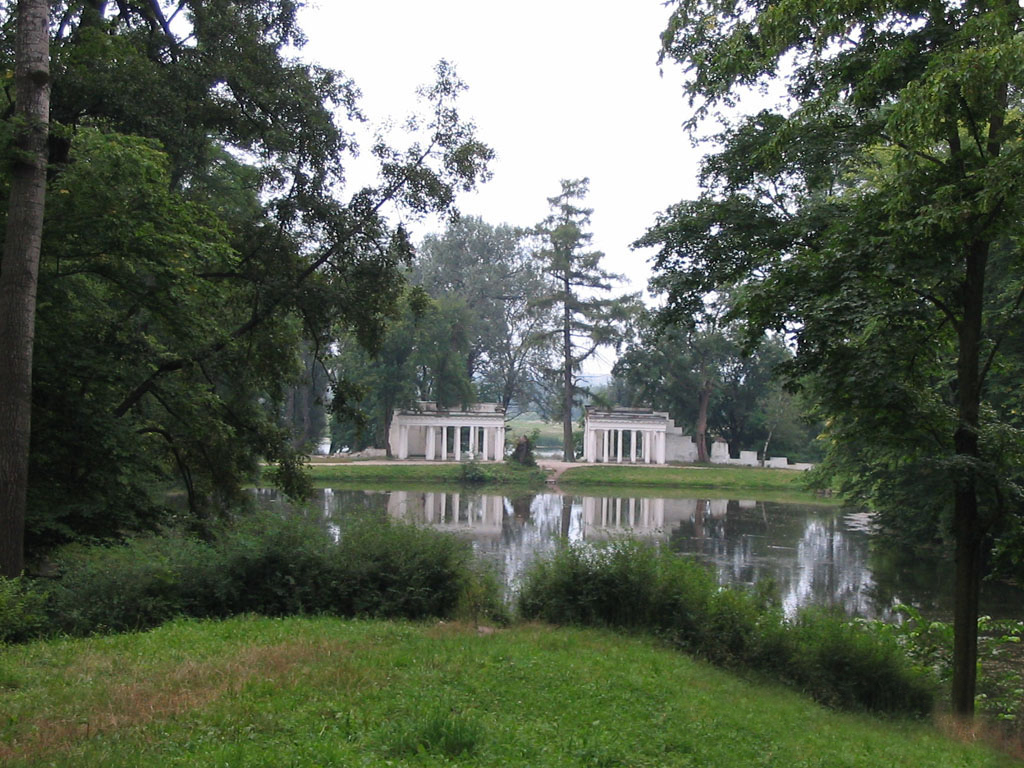
公园

白采爾克瓦區（烏克蘭語：Білоцерківський район），又按俄语名译为白采尔科维区（俄语：Белоцерковский район），是烏克蘭基輔州的一個區，行政中心設於白采尔克瓦，面積6,514.8平方公里，2021年人口约436,115。
2020年7月18日乌克兰施行了行政区划改革，基辅州的区份数量减至7个，白采爾克瓦區的面积扩大了很多。改革前白采爾克瓦區的面积为1,276.8平方公里，2020年1月人口约为48,440。

## 行政區劃
白采爾克瓦區下分為13個市鎮：
- 白采爾克瓦市鎮
- 斯克維拉市鎮（烏克蘭語：Сквирська міська громада） (市級，行政中心：斯克維拉)
- 塔拉夏市鎮（烏克蘭語：Таращанська міська громада） (市級，行政中心：塔拉夏)
- 泰蒂伊夫市鎮（烏克蘭語：Тетіївська міська громада） (市級，行政中心：泰蒂伊夫)
- 烏津市鎮（烏克蘭語：Узинська міська громада） (市級，行政中心：烏津)
- 沃洛達爾卡市鎮（烏克蘭語：Володарська селищна громада） (鎮級，行政中心：沃洛達爾卡)
- 赫雷賓基市鎮（烏克蘭語：Гребінківська селищна громада） (鎮級，行政中心：赫雷宾基)
- 羅基特內市鎮（烏克蘭語：Рокитнянська селищна громада） (鎮級，行政中心：羅基特內)
- 斯塔維謝市鎮（烏克蘭語：Ставищенська селищна громада） (鎮級，行政中心：斯塔維謝)
- 科瓦利夫卡市鎮（烏克蘭語：Ковалівська сільська громада） (村級，行政中心：科瓦利夫卡)
- 小維利尚卡市鎮（烏克蘭語：Маловільшанська сільська громада） (村級，行政中心：小維利尚卡（烏克蘭語：Мала Вільшанка (Білоцерківський район)）)
- 梅德溫市鎮（烏克蘭語：Медвинська сільська громада） (村級，行政中心：梅德溫)
- 富爾西市鎮（烏克蘭語：Фурсівська сільська громада） (村級，行政中心：富爾西（烏克蘭語：Фурси）)